# Buktafestivalen
Buktafestivalen er en musikfestival som arrangeres i juli hvert år i Telegrafbugten i Tromsø. Festivalen blev arrangeret første gang i juli 2004.

## Historien
Buktafestivalen startede egentlig som "North of Nowhere" i august 2002. North of Nowhere blev arrangeret to gange ved Åsgård i Tromsø. Dette var en dugnadfestival, bygget på idéen om at arrangementet skulle være rusfrit og at det skulle være gratis for folk at deltage. I november 2003 blev North of Nowhere kåret til "Årets rockfestival" af Norske Rockefestivaler (Norsk Rockforbunds medlemsfestival) ved festivalfagrådet i Fredrikstad. Dermed opstod idéen om en større og mere seriøs festival. Før jul 2003 var North of Nowhere historie og Buktafestivalen et faktum.
I 2004 mødte fem tusind publikummer norske band som Madrugada, Big Bang, Span og Sondre Lerche. Der var flere end forventet, noget som medførte forholdsvis lange køer foran ølboden og toiletterne. Tiltag blev imidlertid iværksat, og situationen forbedrede sig.
69°37′53″N 18°54′35″Ø / 69.6314°N 18.9097°Ø